# Strada Blănari
El carrer strada Blănari es troba al centre històric de Bucarest, al sector 3. El carrer s'orienta d'est a oest sobre una longitud d'uns 200 metres, entre el bulevard Ion C. Brătianu i fins a l'església de Sant Nicolau Shelari, a prop de la qual gira cap al nord, dirigint-se cap al carrer Doamnei amb el qual es creua al cap d'uns 50 metres.
Al carrer Blănari hi ha l'església “Sant Nicolau” - Șelari, un monument inscrit a la llista de monuments històrics 2010 - Bucarest - al núm. crt. 441, codi LMI B-II-mB-18174. L'edifici (Club d'Arquitectes) del núm. 14, codi LMI B-II-mB-18173, així com l'edifici del núm. 1 i les cases dels números 2, 3, 8, 9 i 10 - 12. Les cases dels números 4 i 6, que també figuren a la llista de 2010, ja no existeixen, es van esfondrar el 15 de maig de 2013.

## Galeria

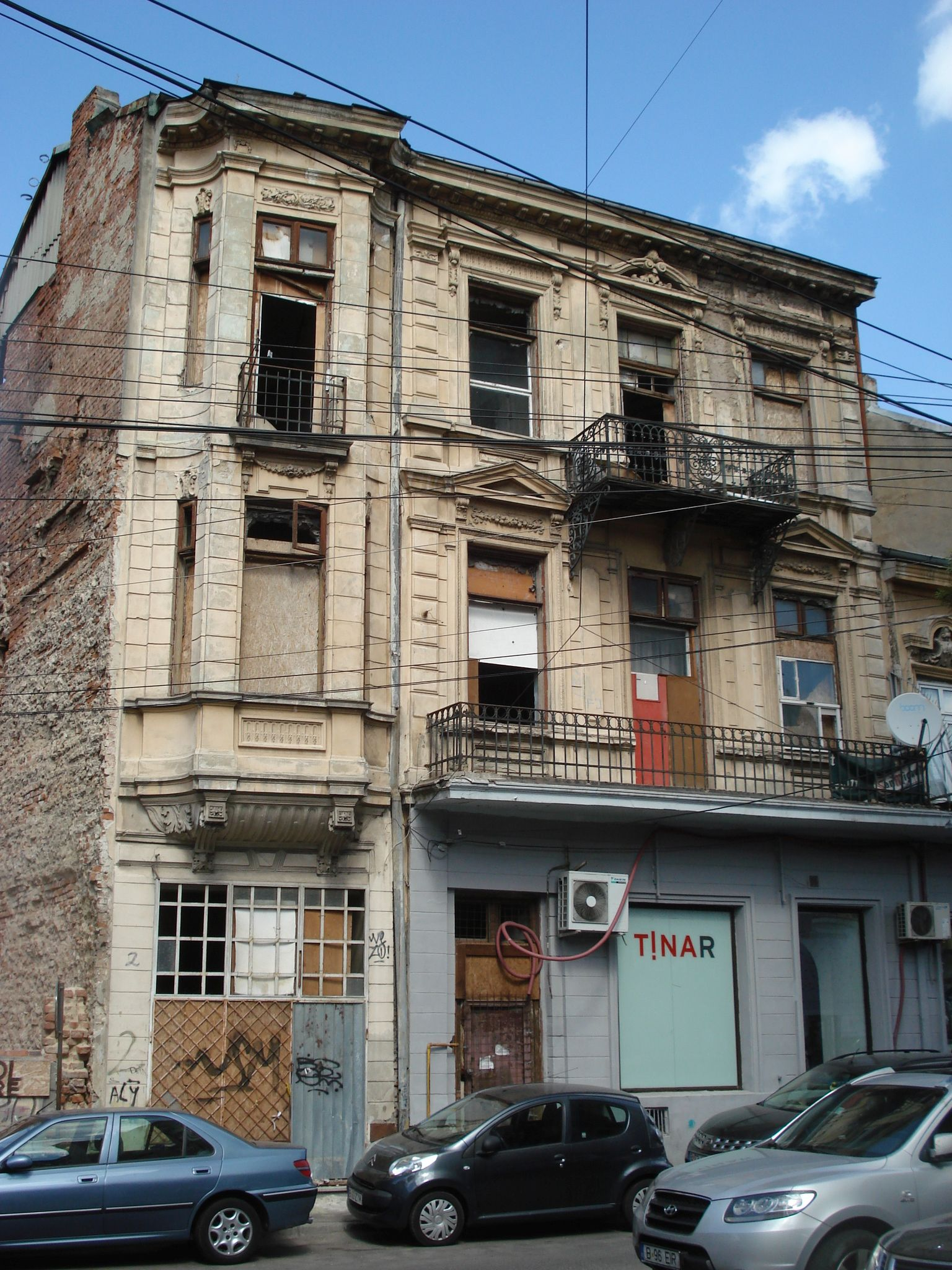
Carrer Blănari número 2.
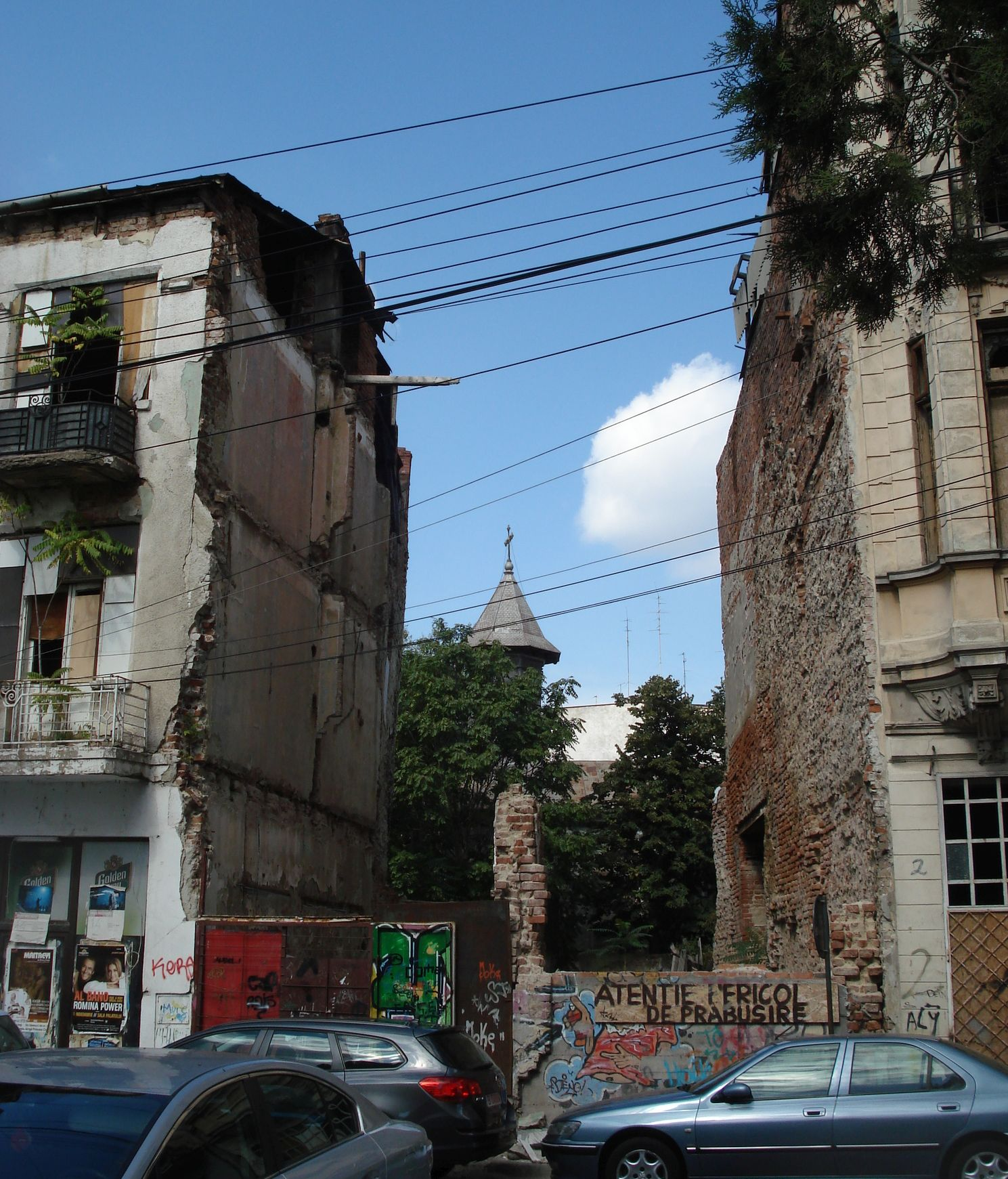
Carrer Blănari núm. 4 i 6 (cases ensorrades).
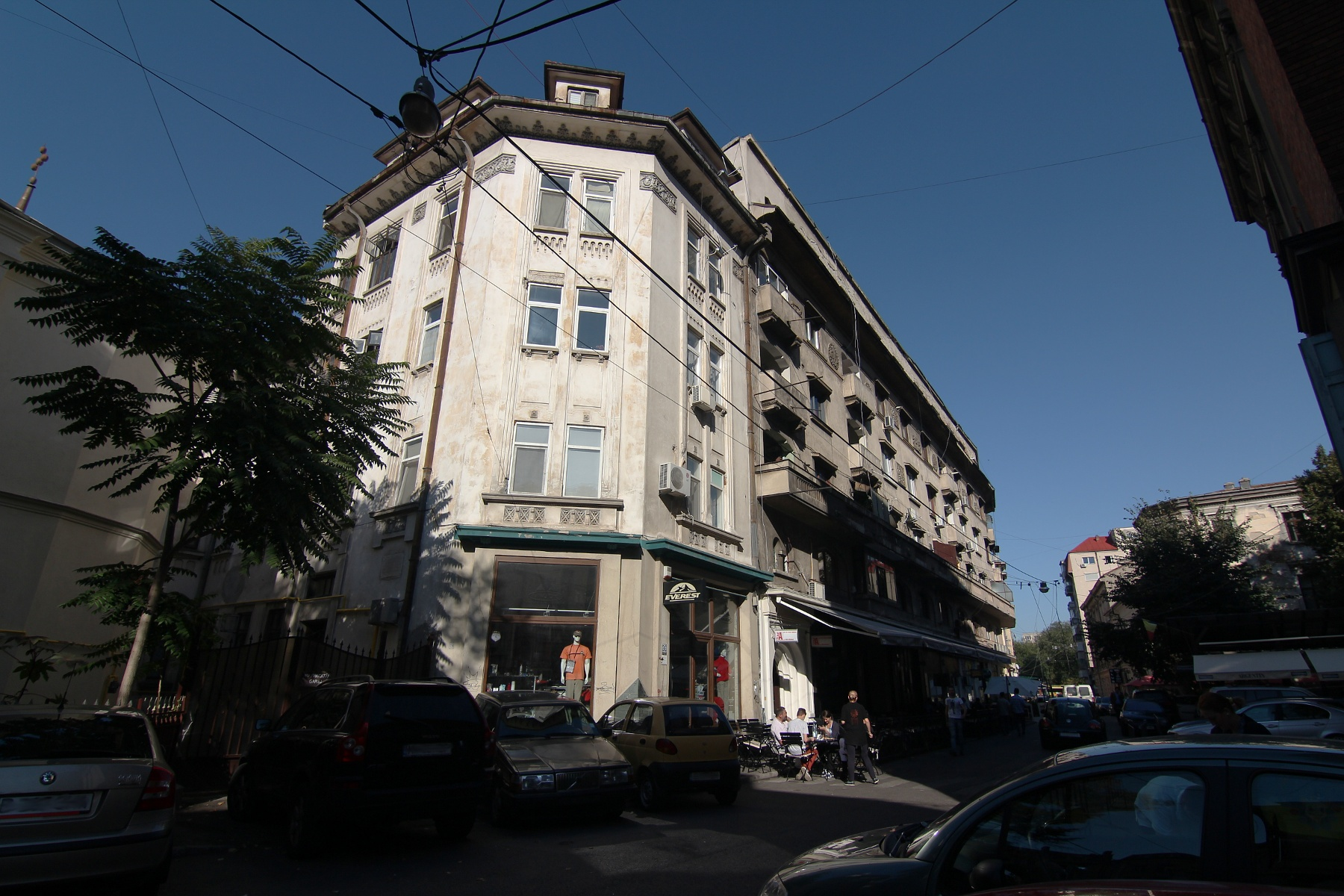
Str. Pells no. 10-12.
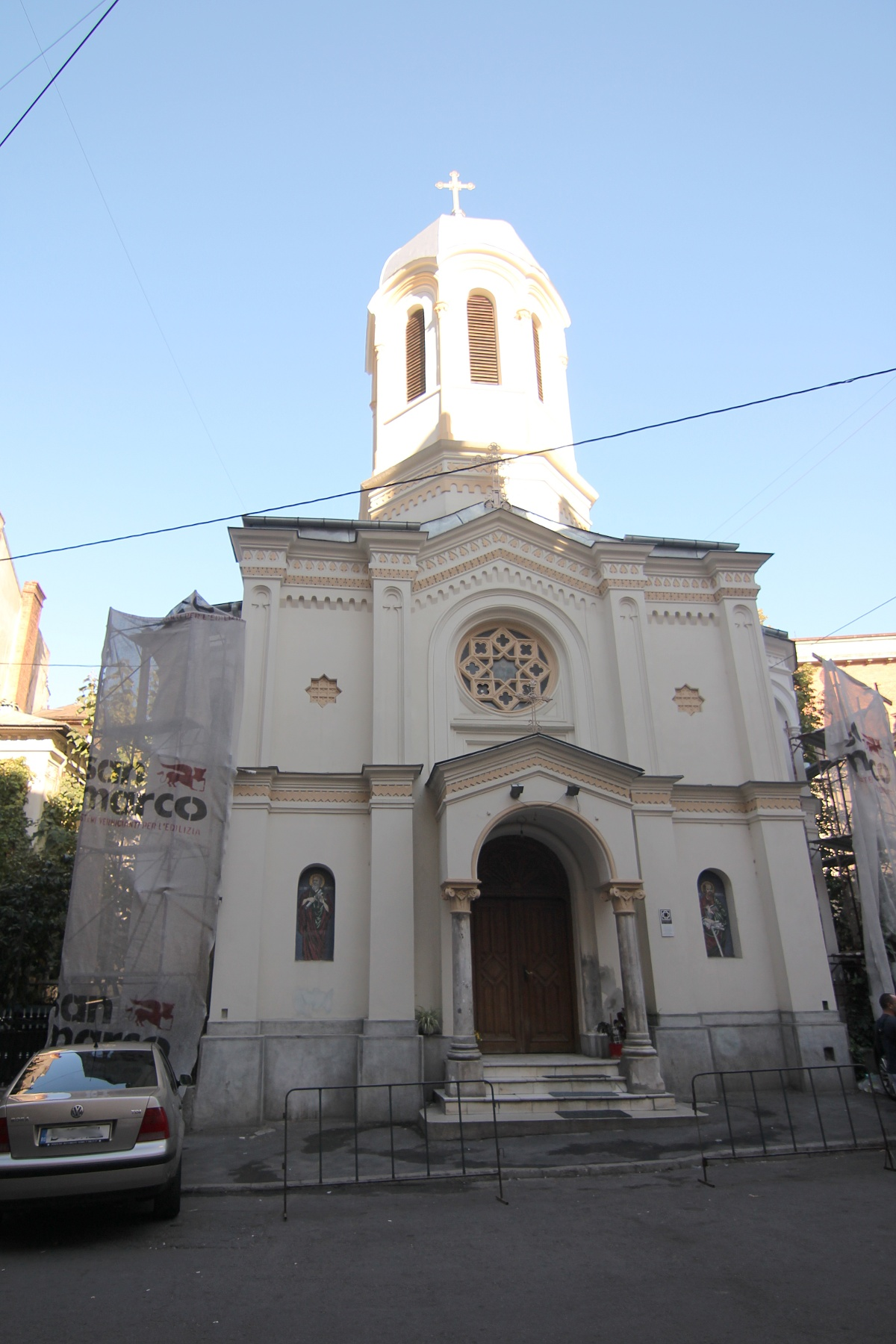
Església de Sant Nicolau Shelari.